# Giulia Agostinetto
Giulia Agostinetto (San Donà di Piave, 2 ottobre 1987) è una pallavolista italiana.
Gioca nel ruolo di palleggiatrice nel Marsala.

## Carriera
La carriera di Giulia Agostinetto inizia nel Pool Piave, nel 2000, esordendo nella Serie D: con la squadra della sua città natale resta legata per sette stagioni, giocando in Serie B2 nell'annata 2001-02, quando la squadra maggiore rinuncia a partecipare al campionato di Serie A2, e poi in Serie B1 in quelle successive.
Nella stagione 2007-08 fa il suo esordio nella pallavolo professionistica con il Brunelli di Nocera Umbra, in Serie A2; l'annata successiva è al Forlì, dove resta per due stagioni. Nella stagione 2010-11 passa al Loreto, con la quale vince la Coppa Italia di Serie A2.
Nella stagione 2011-12 viene ingaggiata dalla Robursport Pesaro, esordendo quindi nella massima divisione nazionale, mentre nella stagione successiva passa all'Imoco di Conegliano. Nella stagione 2013-14 gioca nella neo promossa IHF di Frosinone, per poi vestire nell'annata 2014-15 la maglia della Robur Tiboni Urbino.
Nel campionato 2015-16 ritorna in Serie B1 con la neopromossa Santa Teresa, dove resta per due annate prima di accasarsi, nella stagione 2017-18 al Marsala, in Serie A2.

## Palmarès

### Club
- Coppa Italia di Serie A2: 1

2010-11